# Europäischer Filmpreis/Jameson-Publikumspreis – Beste Darstellerin
Seit 1997 wird bei den Europäischen Filmpreisen die Beste Darstellerin des Jahres vom Kinopublikum gewählt und ausgezeichnet. Seit 2003 trägt der People’s Choice Award den Namen seines Sponsors als Beinamen: Jameson.

## Sieger und Nominierte
Es sind alle Nominierte angeführt, der Sieger steht immer zuoberst.
2005
Julia Jentsch – Sophie Scholl – Die letzten Tage
Hiam Abbass – Die syrische Braut
Mónica Cervera – Ein ferpektes Verbrechen – Crimen ferpecto (Crimen ferpecto)
Judi Dench und Maggie Smith – Der Duft von Lavendel (Ladies in Lavender)
Agnieszka Grochowska – Pręgi
Licia Maglietta – Agata und der Sturm (Agata e la tempesta)
Emily Mortimer – Dear Frankie
Connie Nielsen – Brothers – Zwischen Brüdern
Charlotte Rampling – Lemming
Audrey Tautou – Mathilde – Eine große Liebe (Un long dimanche de fiançailles)
2004
Penélope Cruz – Don’t Move (Non ti muovere)
Fanny Ardant – Nathalie (Nathalie...)
Emmanuelle Béart – Nathalie (Nathalie...)
Eva Green – Die Träumer (The Dreamers)
Isabelle Huppert – Meine Mutter (Ma mère)
Laia Marull – Öffne meine Augen (Te doy mis ojos)
Samantha Morton – Code 46
Charlotte Rampling – Immortal – New York 2095: Die Rückkehr der Götter (Immortal (Ad Vitam))
Anne Reid – Die Mutter – The Mother (The Mother)
Paz Vega – Carmen
2003
Katrin Sass – Good Bye, Lenin!
2002
Kate Winslet – Iris
2001
Juliette Binoche – Chocolat – Ein kleiner Biss genügt (Chocolat)
2000
Björk – Dancer in the Dark
1999
Catherine Zeta-Jones – Verlockende Falle
1998
Kate Winslet – Titanic
1997
Jodie Foster – Contact